# La Flûte de roseau

La Flûte de roseau (Mest) est un film soviétique réalisé par Iermek Chinarbaïev et sorti en 1989. Le film est diffusé, pour la première fois en France, lors du Festival de Cannes 2010.

## Synopsis
La Flûte de roseau débute par un prologue situé dans une Corée médiévale : un roi veut élever son fils indiscipliné dans la tradition martiale. À l'âge adulte, le prince devient un monarque imbu de son autorité et arrogant. Le jeune roi s'apprête à exécuter un de ses subordonnés. Son ami d'enfance, également poète, tente de l'en dissuader. Celui-ci décide aussi de quitter le royaume pour reconquérir sa liberté et retrouver son inspiration.
1915. Dans la campagne coréenne, un instituteur, pris d'un furieux accès de colère, assassine l'une de ses élèves. Celle-ci est la fille d'un vieux paysan lui ayant refusé l'hospitalité. Le vieil homme pourchasse alors le meurtrier jusqu'en Chine, mais lorsqu'il peut enfin le tuer, il s'en sent incapable. Il prend une jeune concubine qui lui donne un garçon, Sunga, qu'il éduque dans une seule perspective : la vengeance...
L'œuvre d'Ermek Shinarbaev apparaît, aux yeux du spectateur, sous la forme d'un conte mystérieux divisé en plusieurs chapitres et précédé d'une introduction propre à définir la thématique générale du film.

## Fiche technique
- Titre du film : La Flûte de roseau
- Titre original : Mest (La Vengeance)
- Production : Kazakhfilm Studios
- Réalisation : Iermek Chinarbaïev
- Scénario : Anatoli Kim
- Photographie : Sergueï Kosmanev
- Décors : Elena Elisseeva
- Montage : Polina Stein
- Musique : Vladislav Shute
- Format : Couleurs, 1.37 : 1
- Durée : 96 minutes
- Pays d'origine :  Union soviétique
- Sortie : 1989
- Sortie en France : 2010

## Distribution
- Alexandre Pan
- Oleg Li
- Valentina Te
- Lubove Guermanova (ru)
- Kassym Jakibaev
- Maksim Mounzouk
- Lioubov Guermanova
- Juozas Budraitis
- Zinaïda Em
- Eric Joljaksynov
- Nikolaï Tatcheïev
- Li Ham Dek
- Ola Enzak
- Tsoï Ke Suk
- Iana Kan
- Oleg Fomine (ru) : ouvrier
- Galina Pak
- Guennadi Liouï
- Baïten Omarov
- Tsoï Ke Bon
- Aleksandre Kim
- Aleksandre Li
- Pan Tchoun Seb
- Piotr Yan
- Maxime Pinsker